# Imperfect Harmonies
Imperfect Harmonies är System of a Down-sångaren Serj Tankians andra studioalbum. Albumet gick under arbetsnamnet Music Without Borders, men denna titel ändrades i mars 2010. Den första låten från albumet, "Borders Are..." (som tidigare gick under namnet "Corporatacy"), släpptes den 23 juni 2010 och den första singeln, "Left of Center", släpptes den 29 juni samma år.
Albumet var först tänkt att släppas den 7 september 2010, men på grund av att den miljövänliga papperssorten som Tankian ville att albumet skulle tryckas av inte fanns tillgänglig så sköts lanseringsdatumet upp till den 21 september samma år (i USA). Albumet lanserades dock den 14 september 2010 via Tankians officiella Iphone-applikation. Tankian själv beskriver albumet på följande sätt:
| ”              | Imperfect Harmonies kan klassificeras som ett rockalbum eftersom det är ett slagkraftigt album med många toppar, men den instrumentala biten är något annorlunda. Även om där är trummor, elbas och gitarr så är de drivande aspekterna det elektroniska och det orkestrala. Det är ett ganska unikt spektrum av ljud [...] Jag har kallat genren för 'electro-orchestral-jazz-rock' eftersom dessa är framstående element i låtarna. Några av låtarna är mer nedtonade, men majoriteten av låtarna har väldigt mycket ljud i sig som presenteras på ett sätt som jag aldrig har hört innan. Det är inte vanligt att blanda elektronisk musik med orkestral musik, eftersom den ena delen är syntetisk och den andra organisk, men jag lyckades hitta ett sätt att få det att fungera [...] Det finns en sorts kuslig angelägenhet i detta album. Det är ett mörkare album, både musikaliskt och i texterna. | „ |
| – Serj Tankian | |   |

Tre tävlingar som berörde detta album ägde rum i augusti-oktober 2010. Den första tävlingen, kallad Imperfect Harmonies Contest, startade den 2 augusti 2010. Den gick ut på att lösa fem små pussel som lades upp på Tankians hemsida under fem dagar. Lösningarna på föregående dags pussel presenterades dagen efter och då även en femtedel av låten "Disowned Inc.", vilken lades upp för nedladdningen några dagar efter tävlingens slut. Den andra tävlingen var en konsttävling, kallad Imperfect Harmonies Art Contest, och gick ut på att måla en alternativ passepartout till albumets framsida. Den 7 oktober 2010 startades ännu en tävling, där den som ville fick möjligheten att remixa låten "Disowned Inc." med hjälp av programvaran Propellerhead Software.

## Låtlista
Alla låtar är skrivna och komponerade av Serj Tankian, om inte annat anges. 
| Nr  | Titel                                 | Längd |
| --- | ------------------------------------- | ----- |
| 1.  | Disowned Inc.                         | 4:07  |
| 2.  | Borders Are... (med Ani Maldjian)     | 4:38  |
| 3.  | Deserving?                            | 4:06  |
| 4.  | Beatus (med Shana Halligan)           | 4:42  |
| 5.  | Reconstructive Demonstrations         | 5:05  |
| 6.  | Electron                              | 3:46  |
| 7.  | Gate 21                               | 2:43  |
| 8.  | Yes, It's Genocide (med Ani Maldjian) | 3:15  |
| 9.  | Peace Be Revenged                     | 3:59  |
| 10. | Left of Center                        | 3:07  |
| 11. | Wings of Summer (med Shana Halligan)  | 4:46  |

| 1. | Disowned Inc.                     | 4:07 |
| 2. | Borders Are... (med Ani Maldjian) | 4:38 |
| 3. | Deserving?                        | 4:06 |
| 4. | Beatus (med Shana Halligan)       | 4:42 |
| 5. | Reconstructive Demonstrations     | 5:05 |

| 6.  | Electron                              | 3:46 |
| 7.  | Gate 21                               | 2:43 |
| 8.  | Yes, It's Genocide (med Ani Maldjian) | 3:15 |
| 9.  | Peace Be Revenged                     | 3:59 |
| 10. | Left of Center                        | 3:07 |
| 11. | Wings of Summer (med Shana Halligan)  | 4:46 |

| 12. | Godd*** Trigger (Goddamn Trigger) | 3:20 |

| 12. | Godd*** Trigger (Goddamn Trigger) | 3:20 |
| 13. | Deserving? (Orkestral)            | 4:08 |
| 14. | Peace Be Revenged (Orkestral)     | 3:56 |

| 1. | Disowned Inc. (Orkestral)                 | 4:11 |
| 2. | Borders Are... (Orkestral)                | 4:40 |
| 3. | Deserving? (Orkestral)                    | 4:09 |
| 4. | Beatus (Orkestral)                        | 4:44 |
| 5. | Reconstructive Demonstrations (Orkestral) | 5:06 |
| 6. | Peace Be Revenged (Orkestral)             | 3:56 |

| 12. | Deserving? (Orkestral)        | 4:07 |
| 13. | Peace Be Revenged (Orkestral) | 3:56 |

| 1. | Empty Walls                                                | 6:19 |
| 2. | Feed Us                                                    | 4:37 |
| 3. | The Unthinking Majority                                    | 3:46 |
| 4. | Lie Lie Lie                                                | 3:18 |
| 5. | Sky Is Over                                                | 2:44 |
| 6. | Beethoven's C**t (Beethoven's C*** eller Beethoven's Cunt) | 8:49 |